# Nathalie Martinez
Nathalie Martínez (Bobigny; 23 de febrero de 1973) es una productora española especializada en el sector de la animación. Ganadora del Goya al Mejor Cortometraje de Animación en 2021 con Blue y Malone. Casos imposibles.

## Trayectoria
Productora española, trabaja en cine y televisión desde el año 1999 y comienza a producir películas de acción real y de animación en 2003. Ganadora del Goya al Mejor Cortometraje de Animación en 2021 con Blue y Malone. Casos imposibles, cortometraje híbrido dirigido por Abraham López Guerrero. 
En 2005 fundó junto a Maxi Valero la compañía de cine independiente Somnia Cinema con la que produjo los largometrajes Escuchando a Gabriel y El hombre de las Mariposas, esta última seleccionada para la proyección de la noche de Clausura del Festival de Cine Español de Málaga en 2011. También produjo Cuatro Estaciones, galardonada como mejor película en los Premios Gaudí en 2011.
Desde 2013 ha desarrollado su carrera centrándose en la producción de animación tanto en largometrajes, como cortometrajes, series y películas de animación para televisión.
En 2014 fundó Blue Dream Studios Spain, un estudio de animación 3D. Estuvo trabajando en la producción de la película de animación Animal Crackers, que cuenta con las voces originales de John Krasinski, Emily Blunt, Ian McKellen, Danny DeVito y Sylvester Stallone. Se encargó de la producción y la dirección de producción del proyecto. El rodaje finalizó en 2017 bajo la dirección de Tony Bancroft.
La estreno mundial de Animal Crackers fue en el Festival Internacional de Cine de Animación de Annecy en 2017, siendo una de las siete películas que competían en la sección oficial de largometrajes de ese año. La película fue estrenada en España por primera vez en junio de 2017, siendo la película con la que se inauguró el Cinema Jove.
En 2017 fundó Wise Blue Studios junto con Maxi Valero, Albert Espel y Jamie Thomason, con sede en España y en Estados Unidos. Ha producido varios proyectos para acción real y animación. Entre sus trabajos más recientes como productora se encuentran la miniserie de televisión La Fossa, el cortometraje El Relojero, y la serie de animación infantil Hero Dad, que dirige junto a Maxi Valero. 
Durante 2018, Nathalie Martinez también comenzó la preproducción del largometraje de animación MiBots, con fecha prevista de finalización en 2021. En mayo de 2018 la revista Variety anunció que el escritor Rob Edwards (The Princess and the Frog, Treasure Planet) se unía al proyecto como guionista principal a partir de la historia original de Maxi Valero.
Es miembro de la Academia de las Artes y las Ciencias Cinematográficas de España (Premios Goya) y de la Acadèmia de Cinema Català. Forma parte del grupo fundador de MIA Mujeres en la Industria de la Animación.

## Filmografía
| Año  | Título                            | Rol                               | Notas                  |
| ---- | --------------------------------- | --------------------------------- | ---------------------- |
| 2020 | Blue y Malones. Casos imposibles. | Productora                        | Cortometraje híbrido   |
| 2019 | Grief Encounters                  | Productora                        | Corto                  |
| 2019 | La Fossa                          | Productora                        | Serie de televisión    |
| 2019 | Hero Dad                          | Productora y Directora            | Serie de televisión    |
| 2017 | Animal Crackers                   | Productora                        | Largometraje animado   |
| 2011 | El hombre de las Mariposas        | Productora y Productora ejecutiva | Largometraje           |
| 2010 | Cuatro estaciones                 | Productora y Productora ejecutiva | Película de televisión |
| 2007 | Escuchando a Gabriel              | Productora y Productora ejecutiva | Largometraje           |
| 2007 | Pacient 33                        | Directora de producción           | Largometraje           |
| 2004 | La estancia                       | Productora ejecutiva              | Largometraje           |